# Guy Danet
Pour les articles homonymes, voir Danet.
Guy Marie Jacques Danet, né le 25 juin 1933 dans le 7e arrondissement de Paris et mort le 20 octobre 2004 dans le 16e arrondissement de Paris, est un avocat français.

## Biographie
Fils de l'avoué Roger Danet (1899-), président du Racing club de France et vice-président de la Fédération française de rugby, et d'Élisabeth Clerc (remariée en secondes noces à Jean Prouvost), il est le petit-fils de Henri Danet, président de la chambre des avoués près le tribunal de première instance de la Seine, l’arrière-petit-fils du bâtonnier Albert Danet (1846-1909) et le frère d'Alain Danet, 
Guy Danet suit ses études au cours Hattemer, au lycée Louis-le-Grand, à l’école Bossuet, à la faculté de droit et à l’Institut britannique de Paris. Licencié en droit, il est diplômé de l’université de Cambridge.
Devenu avoué en 1962, il devient président de l’Association nationale des jeunes avoués entre 1968 et 1972, année où il s’inscrit comme avocat au barreau et prend la présidence du Rassemblement des nouveaux avocats de France (RNAF) - créé à l'occasion de la fusion des professions d'avoué et d'avocat en 1972) et qui fusionnera avec l'Association nationale des avocats (ANA) en 1977.
Il lance la carrière d'avocat de Nicolas Sarkozy en l'employant en 1981 après que celui-ci a obtenu son Certificat d'aptitude à la profession d'avocat en France (CAPA) en 1980. Il est l'associé de l'avocat Maurice Guigui.
Membre du comité directeur de la Confédération syndicale des avocats et du Conseil de l’ordre des avocats à la Cour d’appel de Paris, il est Bâtonnier du barreau de Paris en 1984-1985 et président du Conseil national des barreaux de 1992 à 1996.
Guy Danet est un des fondateurs de la Conférence internationale des barreaux, dont il a été le premier président entre 1985 et 1986.
Il épouse Nathalie Edou (remariée à Claude Foussier) puis Agathe Aëms.
Il était par ailleurs adjoint au maire de Roncenay. Il est inhumé au cimetière de Passy.

## Décorations et distinctions
- Commandeur de la Légion d'honneur
- Commandeur de l'ordre national du Mérite
- Chevalier de l'ordre du Mérite agricole
- Chevalier grand-croix de l'ordre du Mérite de la République italienne‎
- Croix d'officier de l'ordre du Mérite (République fédérale d’Allemagne) [4]
- Prix Albert Rousselet